# Pareiodon microps
Pareiodon microps là một loài cá da trơn trong họ Trichomycteridae, và là loài duy nhất trong chi Pareiodon. Nó có nguồn gốc từ lưu vực sông Amazon.

## Hình ảnh

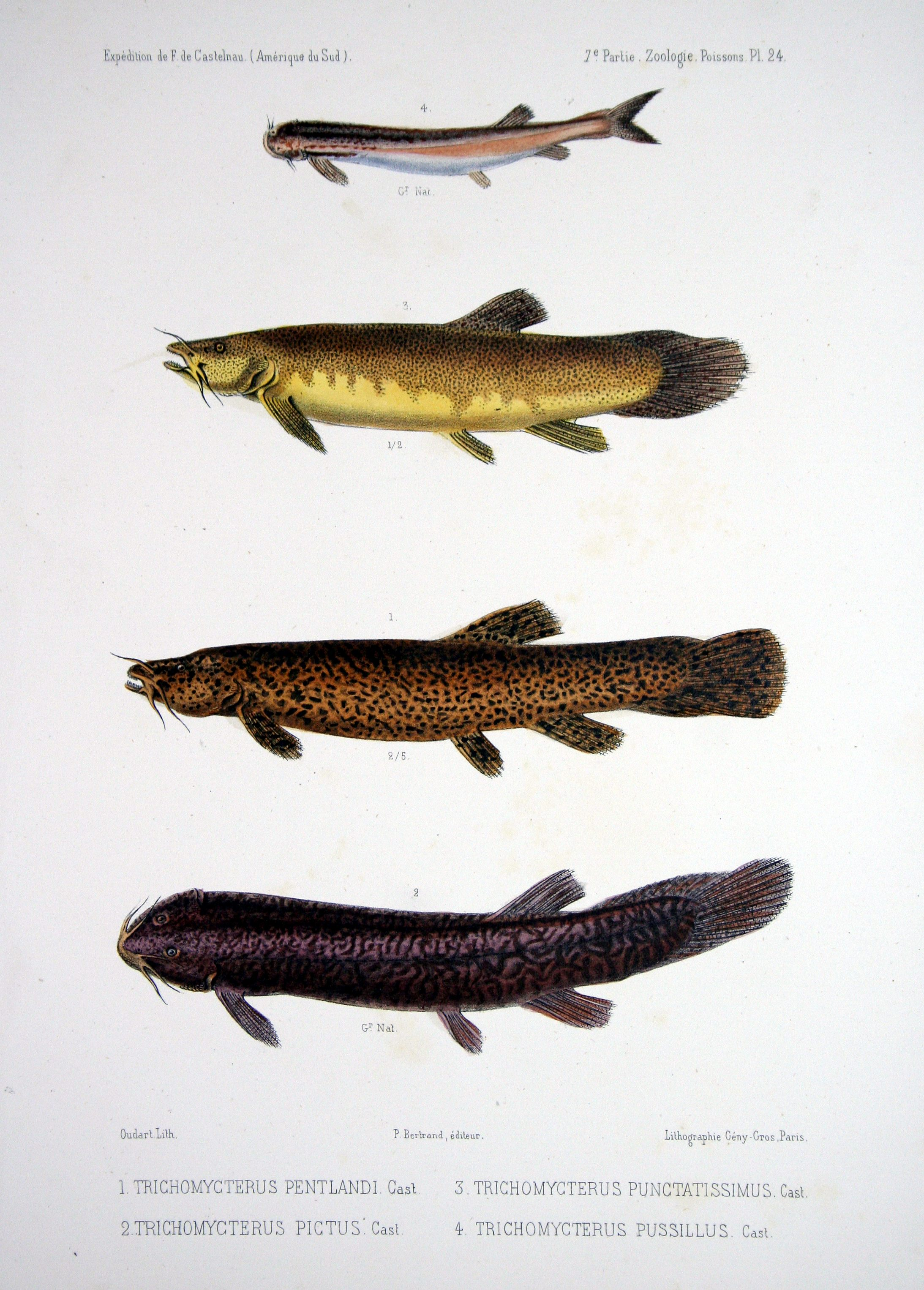